# Jimmy Baxter
Jimmy Baxter (San Petersburgo, Florida, 30 de noviembre de 1980) es un exjugador de baloncesto estadounidense que actuaba en las posiciones de escolta y alero. Surgido del programa deportivo de la Universidad del Sur de Florida, jugó cuatro años al baloncesto con los Bulls en la Conference USA de la División I de la NCAA, al mismo tiempo que compitió en atletismo con su equipo universitario, destacándose en el salto de altura. Al no clasificar a los Juegos Olímpicos de Atenas 2004, abandonó el atletismo para desarrollar una carrera como baloncestista profesional que lo llevó por dieciocho países diferentes de Europa, Asia y América. Representó internacionalmente a Jordania como jugador nacionalizado.

## Trayectoria

### Clubes
| Club                               | País                 | Año         |
| ---------------------------------- | -------------------- | ----------- |
| Southern Crescent Lightning        | Estados Unidos       | 2005        |
| Oliveirense                        | Portugal             | 2005        |
| JDA Dijon                          | Francia              | 2005 - 2006 |
| Pavia                              | Italia               | 2006 - 2007 |
| Reggiana                           | Italia               | 2007        |
| Ventspils                          | Letonia              | 2007 - 2008 |
| BC Oostende                        | Bélgica              | 2008        |
| Besiktas                           | Turquía              | 2008 - 2009 |
| Ironi Ashkelon                     | Israel               | 2009 - 2010 |
| Ilisiakos                          | Grecia               | 2010 - 2011 |
| Petrochimi Bandar Iman             | Irán                 | 2011        |
| Krka Novo Mesto                    | Eslovenia            | 2011        |
| Ikaros Kallitheas                  | Grecia               | 2012        |
| JL Bourg Basket                    | Francia              | 2012        |
| Nancy                              | Francia              | 2012        |
| San Lázaro                         | República Dominicana | 2012        |
| Indios de San Francisco de Macorís | República Dominicana | 2012        |
| Gießen 46ers                       | Alemania             | 2012        |
| Quimsa                             | Argentina            | 2013        |
| Guaiqueríes de Margarita           | Venezuela            | 2013        |
| Quimsa                             | Argentina            | 2013        |
| UniCEUB                            | Brasil               | 2014        |
| Domingo Paulino                    | República Dominicana | 2014        |
| Reales de La Vega                  | República Dominicana | 2014        |
| São José                           | Brasil               | 2014 - 2015 |
| Peñarol                            | Argentina            | 2015        |
| Toros de Aragua                    | Venezuela            | 2016        |
| Caballeros de Culiacán             | México               | 2016        |

## Selección nacional
Baxter integró la selección de baloncesto de Jordania que disputó el Campeonato FIBA Asia de 2013.